# Új-Zéland a 2016. évi nyári olimpiai játékokon
Új-Zéland a brazíliai Rio de Janeiróban megrendezett 2016. évi nyári olimpiai játékok egyik részt vevő nemzete volt. Az országot az olimpián 20 sportágban 199 sportoló képviselte, akik összesen 18 érmet szereztek.

## Atlétika
Férfi
| Versenyző       | Versenyszám     | Előfutam | Előfutam | Előfutam | Elődöntő | Elődöntő | Elődöntő | Döntő    | Döntő    |
| Versenyző       | Versenyszám     | Idő      | Hely.    | Össz.    | Idő      | Hely.    | Össz.    | Idő      | Helyezés |
| --------------- | --------------- | -------- | -------- | -------- | -------- | -------- | -------- | -------- | -------- |
| Hamish Carson   | 1500 m          | 3:48,18  | 8.       | 32.      | kiesett  | kiesett  | kiesett  | kiesett  | kiesett  |
| Julian Matthews | 1500 m          | 3:40,40  | 9.       | 19.      | kiesett  | kiesett  | kiesett  | kiesett  | kiesett  |
| Nick Willis     | 1500 m          | 3:38,55  | 6.       | 6.       | 3:39,96  | 3.       | 6.       | 3:50,24  |          |
| Zane Robertson  | 10 000 m        |          |          |          |          |          |          | 27:33,67 | 12.      |
| Quentin Rew     | 20 km gyaloglás |          |          |          |          |          |          | kizárták | kizárták |
| Quentin Rew     | 50 km gyaloglás |          |          |          |          |          |          | 3:49:32  | 12.      |

| Versenyző       | Versenyszám   | Selejtező | Selejtező | Döntő    | Döntő    |
| Versenyző       | Versenyszám   | Eredmény  | Helyezés  | Eredmény | Helyezés |
| --------------- | ------------- | --------- | --------- | -------- | -------- |
| Jacko Gill      | Súlylökés     | 20,80 m   | 4.        | 20,50 m  | 9.       |
| Tomas Walsh     | Súlylökés     | 21,03 m   | 2.        | 21,36 m  |          |
| Stuart Farquhar | Gerelyhajítás | 77,32 m   | 15.       | kiesett  | kiesett  |

Női
| Versenyző     | Versenyszám     | Előfutam | Előfutam | Előfutam | Elődöntő | Elődöntő | Elődöntő | Döntő    | Döntő    |
| Versenyző     | Versenyszám     | Idő      | Hely.    | Össz.    | Idő      | Hely.    | Össz.    | Idő      | Helyezés |
| ------------- | --------------- | -------- | -------- | -------- | -------- | -------- | -------- | -------- | -------- |
| Angela Petty  | 800 m           | 2:02,40  | 4.       | 45.      | kiesett  | kiesett  | kiesett  | kiesett  | kiesett  |
| Nikki Hamblin | 1500 m          | 4:11,88  | 13.      | 30.      | kiesett  | kiesett  | kiesett  | kiesett  | kiesett  |
| Nikki Hamblin | 5000 m          | 16:43,61 | 15.      | 29.      |          |          |          | 16:14,24 | 17.      |
| Lucy Oliver   | 5000 m          | 15:53,77 | 14.      | 27.      |          |          |          | kiesett  | kiesett  |
| Alana Barber  | 20 km gyaloglás |          |          |          |          |          |          | 1:35:55  | 35.      |

| Versenyző       | Versenyszám | Selejtező | Selejtező | Döntő    | Döntő    |
| Versenyző       | Versenyszám | Eredmény  | Helyezés  | Eredmény | Helyezés |
| --------------- | ----------- | --------- | --------- | -------- | -------- |
| Valerie Adams   | Súlylökés   | 19,74 m   | 1.        | 20,42 m  |          |
| Elita McCartney | Rúdugrás    | 460 cm    | 5.*       | 480 cm   |          |

* - egy másik versenyzővel azonos eredményt ért el

## Birkózás

### Férfi
Kötöttfogású
| Versenyző    | Versenyszám | Selejtező         | Nyolcaddöntő      | Negyeddöntő       | Elődöntő          | Vigaszág első kör | Vigaszág elődöntő | Bronz- mérkőzés   | Döntő             | Helyezés |
| Versenyző    | Versenyszám | Ellenfél Eredmény | Ellenfél Eredmény | Ellenfél Eredmény | Ellenfél Eredmény | Ellenfél Eredmény | Ellenfél Eredmény | Ellenfél Eredmény | Ellenfél Eredmény | Helyezés |
| ------------ | ----------- | ----------------- | ----------------- | ----------------- | ----------------- | ----------------- | ----------------- | ----------------- | ----------------- | -------- |
| Craig Miller | 66 kg       | visszalépett      | visszalépett      | visszalépett      | visszalépett      |                   |                   |                   |                   | kiesett  |

## Cselgáncs
Női
| Versenyző      | Versenyszám | Selejtező                              | Nyolcaddöntő                         | Negyeddöntő       | Elődöntő          | Vigaszág elődöntő | Bronz- mérkőzés   | Döntő             | Helyezés |
| Versenyző      | Versenyszám | Ellenfél Eredmény                      | Ellenfél Eredmény                    | Ellenfél Eredmény | Ellenfél Eredmény | Ellenfél Eredmény | Ellenfél Eredmény | Ellenfél Eredmény | Helyezés |
| -------------- | ----------- | -------------------------------------- | ------------------------------------ | ----------------- | ----------------- | ----------------- | ----------------- | ----------------- | -------- |
| Darcina Manuel | Könnyűsúly  | Irina Zablugyina (RUS) · 001(2)–000(1) | Telma Monteiro (POR) · 000(2)–002(2) | kiesett           | kiesett           |                   |                   |                   | 9.       |

## Evezés
Férfi
| Versenyző | Versenyszám                          | Előfutam | Előfutam | Vigaszág | Vigaszág | Negyeddöntő | Negyeddöntő | Elődöntő | Elődöntő | Elődöntő | Döntő | Döntő   | Döntő | Helyezés |
| Versenyző | Versenyszám                          | Idő      | Hely.    | Idő      | Hely.    | Idő         | Hely.       | Típus    | Idő      | Hely.    | Típus | Idő     | Hely. | Helyezés |
| --- | ------------------------------------ | -------- | -------- | -------- | -------- | ----------- | ----------- | -------- | -------- | -------- | ----- | ------- | ----- | -------- |
| Mahé Drysdale | Egypárevezős                         | 7:04,45  | 1.       |          |          | 6:46,51     | 1.          | A/B      | 7:03,70  | 1.       | A     | 6:41,34 | 1.    |          |
| Chris Harris Robbie Manson | Kétpárevezős                         | 6:40,35  | 1.       |          |          |             |             | A/B      | 6:17,01  | 4.       | B     | 7:06,80 | 5.    | 11.      |
| George Bridgewater Nathan Flannery John Storey Jade Uru                                                                                | Négypárevezős                        | 5:59,13  | 4.       | 5:58,92  | 6.       |             |             |          |          |          | B     | 6:18,92 | 4.    | 10.      |
| Hamish Bond Eric Murray | Kormányos nélküli kettes             | 6:41,75  | 1.       |          |          |             |             | A/B      | 6:23,36  | 1.       | A     | 6:59,71 | 1.    |          |
| Alistair Bond James Hunter James Lassche Peter Taylor                                                                                  | Könnyűsúlyú kormányos nélküli négyes | 6:03,34  | 1.       |          |          |             |             | A/B      | 6:08,96  | 3.       | A     | 6:28,14 | 5.    | 5.       |
| Michael Brake Isaac Grainger Stephen Jones Alex Kennedy Shaun Kirkham Tom Murray Brook Robertson Joe Wright Caleb Shepherd (kormányos) | Nyolcas                              | 5:36,28  | 3.       | 5:56,94  | 3.       |             |             |          |          |          | A     | 5:36,64 | 6.    | 6.       |

Női
| Versenyző | Versenyszám              | Előfutam | Előfutam | Vigaszág | Vigaszág | Negyeddöntő | Negyeddöntő | Elődöntő | Elődöntő | Elődöntő | Döntő | Döntő   | Döntő | Helyezés |
| Versenyző | Versenyszám              | Idő      | Hely.    | Idő      | Hely.    | Idő         | Hely.       | Típus    | Idő      | Hely.    | Típus | Idő     | Hely. | Helyezés |
| --- | ------------------------ | -------- | -------- | -------- | -------- | ----------- | ----------- | -------- | -------- | -------- | ----- | ------- | ----- | -------- |
| Emma Twigg | Egypárevezős             | 8:17,02  | 1.       |          |          | 7:31,79     | 1.          | A/B      | 7:48,20  | 2.       | A     | 7:24,48 | 4.    | 4.       |
| Eve MacFarlane Zoe Stevenson | Kétpárevezős             | 7:14,31  | 1.       |          |          |             |             | A/B      | 6:52,97  | 4.       | B     | 7:50,74 | 6.    | 12.      |
| Genevieve Behrent Rebecca Scown | Kormányos nélküli kettes | 7:09,23  | 1.       |          |          |             |             | A/B      | 7:29,67  | 2.       | A     | 7:19,53 | 2.    |          |
| Julia Edward Sophie MacKenzie | Könnyűsúlyú kétpárevezős | 7:02,01  | 2.       |          |          |             |             | A/B      | 7:19,27  | 2.       | A     | 7:10,61 | 4.    | 4.       |
| Genevieve Behrent Kelsey Bevan Emma Dyke Kerri Gowler Kayla Pratt Grace Prendergast Rebecca Scown Ruby Tew Francie Turner (kormányos) | Nyolcas                  | 6:12,05  | 2.       | 6:34,90  | 3.       |             |             |          |          |          | A     | 6:05,48 | 4.    | 4.       |

## Golf
| Versenyző | Versenyszám | 1. kör | 1. kör   | 2. kör | 2. kör   | 3. kör | 3. kör   | 4. kör | 4. kör   | Összesítés | Összesítés |
| Versenyző | Versenyszám | Pont   | Helyezés | Pont   | Helyezés | Pont   | Helyezés | Pont   | Helyezés | Pont       | Helyezés   |
| --------- | ----------- | ------ | -------- | ------ | -------- | ------ | -------- | ------ | -------- | ---------- | ---------- |
| Ryan Fox  | Férfi       | 70     | 17.      | 73     | 46.      | 74     | 44.      | 68     | 14.      | 285        | 39.        |
| Danny Lee | Férfi       | 72     | 34.      | 65     | 1.       | 76     | 53.      | 69     | 23.      | 282        | 27.        |
| Lydia Ko  | Női         | 69     | 11.      | 70     | 31.      | 65     | 1.       | 69     | 12.      | 273        |            |

## Gyeplabda

### Férfi

#### Eredmények
A csoport
| Csapat               | M | Gy | D | V | G+ | G– | Gk  | P  |
| -------------------- | - | -- | - | - | -- | -- | --- | -- |
| Belgium (BEL)        | 5 | 4  | 0 | 1 | 21 | 5  | +16 | 12 |
| Spanyolország (ESP)  | 5 | 3  | 1 | 1 | 13 | 6  | +7  | 10 |
| Ausztrália (AUS)     | 5 | 3  | 0 | 2 | 13 | 4  | +9  | 9  |
| Új-Zéland (NZL)      | 5 | 2  | 1 | 2 | 17 | 8  | +9  | 7  |
| Nagy-Britannia (GBR) | 5 | 1  | 2 | 2 | 14 | 10 | +4  | 5  |
| Brazília (BRA)       | 5 | 0  | 0 | 5 | 1  | 46 | –45 | 0  |

| 2016. augusztus 6. 13:30 (18:30) | Ausztrália (AUS)         | 2–1         | Új-Zéland (NZL) | Játékvezetők: Christian Blasch (GER) Germán Montes de Oca (ARG) |
| 2016. augusztus 6. 13:30 (18:30) | Ciriello 8' · Gohdes 23' | Jegyzőkönyv | Child 31'       | Játékvezetők: Christian Blasch (GER) Germán Montes de Oca (ARG) |

| 2016. augusztus 7. 17:00 (22:00) | Nagy-Britannia (GBR)      | 2–2         | Új-Zéland (NZL)            | Játékvezetők: Marcin Grochal (POL) Lim Hong Zhen (SIN) |
| 2016. augusztus 7. 17:00 (22:00) | Condon 2' · Middleton 25' | Jegyzőkönyv | Russell 14' · Phillips 19' | Játékvezetők: Marcin Grochal (POL) Lim Hong Zhen (SIN) |

| 2016. augusztus 9. 10:00 (15:00) | Új-Zéland (NZL) | 2–3         | Spanyolország (ESP)                     | Játékvezetők: Christian Blasch (GER) Germán Montes de Oca (ARG) |
| 2016. augusztus 9. 10:00 (15:00) | Child 3', 30'   | Jegyzőkönyv | Oliva 1' · Casasayas 10' · Lleonart 60' | Játékvezetők: Christian Blasch (GER) Germán Montes de Oca (ARG) |

| 2016. augusztus 10. 19:30 (00:30) | Új-Zéland (NZL)                                                                          | 9–0         | Brazília (BRA) | Játékvezetők: Javed Shaikh (IND) Coen van Bunge (NED) |
| 2016. augusztus 10. 19:30 (00:30) | Wilson 15', 19', 34', 41' · Shay 21' · Child 26' · Russell 30' · Jenness 45' · Woods 58' | Jegyzőkönyv |                | Játékvezetők: Javed Shaikh (IND) Coen van Bunge (NED) |

| 2016. augusztus 12. 18:00 (23:00) | Belgium (BEL) | 1–3         | Új-Zéland (NZL)                     | Játékvezetők: Germán Montes de Oca (ARG) John Wright (RSA) |
| 2016. augusztus 12. 18:00 (23:00) | Van Aubel 58' | Jegyzőkönyv | Child 31' · Wilson 37' · Inglis 52' | Játékvezetők: Germán Montes de Oca (ARG) John Wright (RSA) |

Negyeddöntő
| 2016. augusztus 14. 20:30 (01:30) | Németország (GER)           | 3–2         | Új-Zéland (NZL)           | Játékvezetők: Marcelo Servetto (ESP) Murray Grime (AUS) |
| 2016. augusztus 14. 20:30 (01:30) | Fürste 56', 60' · Fuchs 60' | Jegyzőkönyv | Inglis 18' · McAleese 49' | Játékvezetők: Marcelo Servetto (ESP) Murray Grime (AUS) |

| Csapat    | Helyezés |
| --------- | -------- |
| Új-Zéland | 7.       |

### Női

#### Eredmények
A csoport
| Csapat              | M | Gy | D | V | G+ | G– | Gk  | P  |
| ------------------- | - | -- | - | - | -- | -- | --- | -- |
| Hollandia (NED)     | 5 | 4  | 1 | 0 | 13 | 1  | +12 | 13 |
| Új-Zéland (NZL)     | 5 | 3  | 1 | 1 | 11 | 5  | +6  | 10 |
| Németország (GER)   | 5 | 2  | 1 | 2 | 6  | 6  | 0   | 7  |
| Spanyolország (ESP) | 5 | 2  | 0 | 3 | 6  | 12 | –6  | 6  |
| Kína (CHN)          | 5 | 1  | 2 | 2 | 3  | 5  | –2  | 5  |
| Dél-Korea (KOR)     | 5 | 0  | 1 | 4 | 3  | 13 | –10 | 1  |

| 2016. augusztus 7. 10:00 (15:00) | Új-Zéland (NZL)                                     | 4–1         | Dél-Korea (KOR) | Játékvezetők: Fanneke Alkemade (NED) Szoma Csieko (JPN) |
| 2016. augusztus 7. 10:00 (15:00) | Pearce 10' · Harrison 19' · Flynn 21' · Webster 34' | Jegyzőkönyv | Kim H. 55'      | Játékvezetők: Fanneke Alkemade (NED) Szoma Csieko (JPN) |

| 2016. augusztus 8. 13:30 (18:30) | Új-Zéland (NZL) | 1–2         | Németország (GER)           | Játékvezetők: Soledad Iparraguiree (ARG) Miao Lin (CHN) |
| 2016. augusztus 8. 13:30 (18:30) | Webster 10'     | Jegyzőkönyv | Oldhafer 22' · Schröder 44' | Játékvezetők: Soledad Iparraguiree (ARG) Miao Lin (CHN) |

| 2016. augusztus 10. 10:00 (15:00) | Spanyolország (ESP) | 1–2         | Új-Zéland (NZL)       | Játékvezetők: Irene Presenqui (ARG) Elena Eskina (RUS) |
| 2016. augusztus 10. 10:00 (15:00) | Petchamé 60'        | Jegyzőkönyv | Smith\|Smith 22', 51' | Játékvezetők: Irene Presenqui (ARG) Elena Eskina (RUS) |

| 2016. augusztus 12. 11:00 (16:00) | Új-Zéland (NZL) | 1–1         | Hollandia (NED) | Játékvezetők: Carolina de la Fuente (ARG) Michelle Joubert (RSA) |
| 2016. augusztus 12. 11:00 (16:00) | Whitelock 59'   | Jegyzőkönyv | Paumen 28'      | Játékvezetők: Carolina de la Fuente (ARG) Michelle Joubert (RSA) |

| 2016. augusztus 13. 20:30 (01:30) | Kína (CHN) | 0–3         | Új-Zéland (NZL)                     | Játékvezetők: Amy Baxter (USA) Kylie Seymour (AUS) |
| 2016. augusztus 13. 20:30 (01:30) |            | Jegyzőkönyv | Merry 21' · Flynn 41' · McLaren 42' | Játékvezetők: Amy Baxter (USA) Kylie Seymour (AUS) |

Negyeddöntő
Elődöntő
Bronzmérkőzés
| Csapat    | Helyezés |
| --------- | -------- |
| Új-Zéland | 4.       |

## Kajak-kenu

### Síkvízi
Férfi
| Versenyző      | Versenyszám        | Előfutam | Előfutam | Előfutam | Elődöntő | Elődöntő | Elődöntő | Döntő   | Döntő   | Döntő    | Helyezés |
| Versenyző      | Versenyszám        | Idő      | Hely.    | Össz.    | Idő      | Hely.    | Össz.    | Típus   | Idő     | Helyezés | Helyezés |
| -------------- | ------------------ | -------- | -------- | -------- | -------- | -------- | -------- | ------- | ------- | -------- | -------- |
| Marty McDowell | Kajak egyes 1000 m | 3:39,588 | 7.       | 20.      | kiesett  | kiesett  | kiesett  | kiesett | kiesett | kiesett  | 20.      |

Női
| Versenyző                                           | Versenyszám        | Előfutam | Előfutam | Előfutam | Elődöntő | Elődöntő | Elődöntő | Döntő | Döntő    | Döntő    | Helyezés |
| Versenyző                                           | Versenyszám        | Idő      | Hely.    | Össz.    | Idő      | Hely.    | Össz.    | Típus | Idő      | Helyezés | Helyezés |
| --------------------------------------------------- | ------------------ | -------- | -------- | -------- | -------- | -------- | -------- | ----- | -------- | -------- | -------- |
| Lisa Carrington                                     | Kajak egyes 200 m  | 40,422   | 1.       | 4.       | 39,561   | 1.       | 1.       | A     | 39,864   | 1.       |          |
| Lisa Carrington                                     | Kajak egyes 500 m  | 1:54,765 | 1.       | 12.      | 1:56,155 | 2.       | 4.       | A     | 1:54,372 | 3.       |          |
| Aimee Fisher Kayla Imrie Jaimee Lovett Caitlin Ryan | Kajak négyes 500 m | 1:33,782 | 3.       | 6.       | 1:34,778 | 1.       | 2.       | A     | 1:35,198 | 5.       | 5.       |

### Szlalom
| Versenyző   | Versenyszám       | Selejtező | Selejtező | Selejtező | Selejtező | Selejtező     | Selejtező     | Elődöntő | Elődöntő | Döntő  | Döntő    |
| Versenyző   | Versenyszám       | 1. futam  | 1. futam  | 2. futam  | 2. futam  | Jobb eredmény | Jobb eredmény | Elődöntő | Elődöntő | Döntő  | Döntő    |
| Versenyző   | Versenyszám       | Pont      | Hely.     | Pont      | Hely.     | Pont          | Hely.         | Pont     | Hely.    | Pont   | Helyezés |
| ----------- | ----------------- | --------- | --------- | --------- | --------- | ------------- | ------------- | -------- | -------- | ------ | -------- |
| Mike Dawson | Férfi kajak egyes | 88,91     | 4.        | 90,86     | 10.       | 88,91         | 8.            | 91,47    | 5.       | 93,07  | 10.      |
| Luuka Jones | Női kajak egyes   | 100,59    | 2.        | 101,96    | 3.        | 100,59        | 4.            | 108,05   | 7.       | 101,82 |          |

## Kerékpározás

### Országúti kerékpározás
Férfi
| Versenyző      | Versenyszám   | Idő              | Helyezés      |
| -------------- | ------------- | ---------------- | ------------- |
| George Bennett | Mezőnyverseny | 6:21:54 (+11:49) | 33.           |
| Zac Williams   | Mezőnyverseny | nem ért célba    | nem ért célba |

Női
| Versenyző       | Versenyszám   | Idő               | Helyezés |
| --------------- | ------------- | ----------------- | -------- |
| Linda Villumsen | Mezőnyverseny | 3:56:34 (+5:07)   | 23.      |
| Linda Villumsen | Időfutam      | 44:54,71 (+28,29) | 6.       |

### Pálya-kerékpározás
Sprintversenyek
| Versenyző                                | Versenyszám  | Selejtező | Selejtező | 1. forduló                   | Vigaszág                                               | Vigaszág | 2. forduló                        | Vigaszág                                                 | Vigaszág | 9–12. helyért                                                                        | 9–12. helyért | Negyeddöntő                                                                 | 5–8. helyért           | 5–8. helyért | Elődöntő             | Döntő                                                                        | Helyezés |
| Versenyző                                | Versenyszám  | Idő       | Hely.     | Ellenfél Győztes idő         | Ellenfelek Győztes idő                                 | Hely.    | Ellenfél Győztes idő              | Ellenfelek Győztes idő                                   | Hely.    | Ellenfelek Győztes idő                                                               | Hely.         | Ellenfél Győztes idő                                                        | Ellenfelek Győztes idő | Hely.        | Ellenfél Győztes idő | Ellenfél Győztes idő                                                         | Helyezés |
| ---------------------------------------- | ------------ | --------- | --------- | ---------------------------- | ------------------------------------------------------ | -------- | --------------------------------- | -------------------------------------------------------- | -------- | ------------------------------------------------------------------------------------ | ------------- | --------------------------------------------------------------------------- | ---------------------- | ------------ | -------------------- | ---------------------------------------------------------------------------- | -------- |
| Eddie Dawkins                            | Férfi egyéni | 9,895     | 10.       | Sam Webster (NZL) · 10,159   | Maximilian Levy (GER) · Njisane Phillip (TRI) · 10,356 | 2.       | kiesett                           | kiesett                                                  | kiesett  | kiesett                                                                              | kiesett       | kiesett                                                                     | kiesett                | kiesett      | kiesett              | kiesett                                                                      | 15.      |
| Sam Webster                              | Férfi egyéni | 9,880     | 9.        | Eddie Dawkins (NZL) · 10,159 |                                                        |          | Gyenyisz Dmitrijev (RUS) · 10,102 | Xu Chao (CHN) · Fabian Puerta Zapata (COL) · 10,753      | 2.       | Maximilian Levy (GER) · Fabian Puerta Zapata (COL) · Jeffrey Hoogland (NED) · 10,275 | 4.            | kiesett                                                                     | kiesett                | kiesett      | kiesett              | kiesett                                                                      | 12.      |
| Eddie Dawkins Ethan Mitchell Sam Webster | Férfi csapat | 42,673    | 2.        |                              |                                                        |          |                                   |                                                          |          |                                                                                      |               | Németország (GER) · Joachim Eilers · Rene Enders · Maximilian Levy · 42,535 |                        |              |                      | Nagy-Britannia (GBR) · Philip Hindes · Jason Kenny · Callum Skinner · 42,440 |          |
| Natasha Hansen                           | Női egyéni   | 10,871    | 7.        | Kate O'Brien (CAN) · 11,400  |                                                        |          | Kristina Vogel (GER) · 11,197     | Simona Krupeckaite (LTU) · Virginie Cueff (FRA) · 11,614 | 3.       | Anna Meares (AUS) · Miriam Welte (GER) · Virginie Cueff (FRA) · 11,795               | 1.            | kiesett                                                                     | kiesett                | kiesett      | kiesett              | kiesett                                                                      | 9.       |
| Olivia Podmore                           | Női egyéni   | 11,315    | 23.       | kiesett                      | kiesett                                                | kiesett  | kiesett                           | kiesett                                                  | kiesett  | kiesett                                                                              | kiesett       | kiesett                                                                     | kiesett                | kiesett      | kiesett              | kiesett                                                                      | 23.      |
| Natasha Hansen Olivia Podmore            | Női csapat   | 34,346    | 9.        |                              |                                                        |          |                                   |                                                          |          |                                                                                      |               | kiesett                                                                     | kiesett                | kiesett      | kiesett              | kiesett                                                                      | 9.       |

Üldözőversenyek
| Versenyző                                                           | Versenyszám  | Selejtező | Selejtező | Elődöntő                                                                                                 | Elődöntő  | Elődöntő | Döntő | Döntő     | Döntő    |
| Versenyző                                                           | Versenyszám  | Idő       | Hely.     | Ellenfél Idő                                                                                             | Saját idő | Hely.    | Ellenfél Idő | Saját idő | Helyezés |
| ------------------------------------------------------------------- | ------------ | --------- | --------- | --- | --------- | -------- | --- | --------- | -------- |
| Pieter Bulling Aaron Gate Regan Gough Dylan Kennett Hayden Roulston | Férfi csapat | 3:55,977  | 4.        | Nagy-Britannia (GBR) · Steven Burke · Edward Clancy · Owain Doull · Bradley Wiggins · 3:50,570           | 3:55,654  | 4.       | Bronzmérkőzés · Dánia (DEN) · Casper von Folsach · Lasse Norman Hansen · Niklas Larsen · Frederik Madsen · 3:53,789 | 3:56,753  | 4.       |
| Rushlee Buchanan Lauren Ellis Jaime Nielsen Racquel Sheath          | Női csapat   | 4:20,061  | 5.        | Lengyelország (POL) · Edyta Jasinska · Justyna Kaczkowska · Daria Pikulik · Natalia Rutkowska · kizárták | 4:17,592  | 4.       | Bronzmérkőzés · Kanada (CAN) · Allison Beveridge · Jasmin Glaesser · Kristi Lay · Georgia Simmerling · 4:14,627     | 4:18,459  | 4.       |

Keirin
| Versenyző      | Versenyszám | 1. forduló    | Vigaszág | 2. forduló | Döntő            | Helyezés |
| Versenyző      | Versenyszám | Helyezés      | Helyezés | Helyezés   | Helyezés         | Helyezés |
| -------------- | ----------- | ------------- | -------- | ---------- | ---------------- | -------- |
| Edward Dawkins | Férfi       | 4.            | 3.       | kiesett    | kiesett          | 17.      |
| Sam Webster    | Férfi       | 1.            |          | 6.         | 7–12. helyért 1. | 7.       |
| Natasha Hansen | Női         | 3.            | 2.       | kiesett    | kiesett          | 13.      |
| Olivia Podmore | Női         | nem ért célba | 5.       | kiesett    | kiesett          | 25.      |

Omnium
| Versenyző     | Versenyszám | 15 km-es scratch | 15 km-es scratch | 4 km-es egyéni üldözőverseny | 4 km-es egyéni üldözőverseny | Kieséses verseny | 1000 m-es időfutam | 1000 m-es időfutam | 200 méter | 200 méter | 30 km-es pontverseny | 30 km-es pontverseny | Összesítés | Összesítés |
| Versenyző     | Versenyszám | Lekörözés        | Hely.            | Eredmény                     | Hely.                        | Hely.            | Idő                | Hely.              | Idő       | Hely.     | Pont                 | Hely.                | Pont       | Helyezés   |
| ------------- | ----------- | ---------------- | ---------------- | ---------------------------- | ---------------------------- | ---------------- | ------------------ | ------------------ | --------- | --------- | -------------------- | -------------------- | ---------- | ---------- |
| Dylan Kennett | Férfi       | 1                | 5.               | 4:20,180                     | 6.                           | 17.              | 1:00,923           | 1.                 | 12,506    | 1.        | -7                   | 15.                  | 143        | 8.         |

| Versenyző    | Versenyszám | 10 km-es scratch | 10 km-es scratch | 3 km-es egyéni üldözőverseny | 3 km-es egyéni üldözőverseny | Kieséses verseny | 500 m-es időfutam | 500 m-es időfutam | 200 méter | 200 méter | 20 km-es pontverseny | 20 km-es pontverseny | Összesítés | Összesítés |
| Versenyző    | Versenyszám | Lekörözés        | Hely.            | Eredmény                     | Hely.                        | Hely.            | Idő               | Hely.             | Idő       | Hely.     | Pont                 | Hely.                | Pont       | Helyezés   |
| ------------ | ----------- | ---------------- | ---------------- | ---------------------------- | ---------------------------- | ---------------- | ----------------- | ----------------- | --------- | --------- | -------------------- | -------------------- | ---------- | ---------- |
| Lauren Ellis | Női         | 1                | 5.               | 3:33,221                     | 6.                           | 11.              | 36,427            | 11.               | 14,574    | 14.       | 73                   | 2.                   | 189        | 4.         |

### Hegyi-kerékpározás
| Versenyző   | Versenyszám        | Idő           | Helyezés |
| ----------- | ------------------ | ------------- | -------- |
| Samuel Gaze | Férfi terepverseny | 1 kör hátrány | 37.      |

### BMX
| Versenyző   | Versenyszám | Selejtező | Selejtező | Negyeddöntő | Negyeddöntő | Elődöntő | Elődöntő | Döntő   | Döntő    |
| Versenyző   | Versenyszám | Idő       | Helyezés  | Pont        | Helyezés    | Pont     | Helyezés | Idő     | Helyezés |
| ----------- | ----------- | --------- | --------- | ----------- | ----------- | -------- | -------- | ------- | -------- |
| Trent Jones | Férfi       | 36,331    | 25.       | 7           | 2.          | 17       | 7.       | kiesett | kiesett  |

## Labdarúgás

### Női
| #             | Név              | Klub                        | Születési idő                   | Mérkőzés | Gól     | Sárga lap | sárga lap · 2. sárga lap · kiállítva | kiállítva |
| Kapusok       | Kapusok          | Kapusok                     | Kapusok                         | Kapusok  | Kapusok | Kapusok   | Kapusok                              | Kapusok   |
| ------------- | ---------------- | --------------------------- | ------------------------------- | -------- | ------- | --------- | ------------------------------------ | --------- |
| 1             | Erin Nayler      | Norwest United              | 1992. április 17. (24 évesen)   | 3        | 0       | 0         | 0                                    | 0         |
| 18            | Rebecca Rolls    | Three Kings United          | 1975. augusztus 22. (40 évesen) | 0        | 0       | 0         | 0                                    | 0         |
| Védők         |                  |                             |                                 |          |         |           |                                      |           |
| 2             | Ria Percival     | FC Basel                    | 1989. december 7. (26 évesen)   | 3        | 0       | 1         | 0                                    | 0         |
| 3             | Anna Green       | Mallbacken                  | 1990. augusztus 20. (25 évesen) | 0        | 0       | 0         | 0                                    | 0         |
| 5             | Abby Erceg (CSK) | Western New York Flash      | 1989. november 20. (26 évesen)  | 3        | 0       | 0         | 0                                    | 1         |
| 6             | Rebekah Stott    | Claudelands Rovers          | 1993. június 17. (23 évesen)    | 3        | 0       | 0         | 0                                    | 0         |
| 7             | Ali Riley        | FC Rosengård                | 1987. október 30. (28 évesen)   | 3        | 0       | 2         | 0                                    | 0         |
| 15            | Meikayla Moore   | Cashmere Technical          | 1996. június 4. (20 évesen)     | (1)      | 0       | 0         | 0                                    | 0         |
| Középpályások |                  |                             |                                 |          |         |           |                                      |           |
| 4             | Katie Duncan     | FC Zürich                   | 1988. február 1. (28 évesen)    | 3        | 0       | 1         | 0                                    | 0         |
| 11            | Kirsty Yallop    | Mallbacken                  | 1986. november 4. (29 évesen)   | (1)      | 0       | 0         | 0                                    | 0         |
| 12            | Betsy Hassett    | Werder Bremen               | 1990. augusztus 4. (25 évesen)  | 3        | 0       | 1         | 0                                    | 0         |
| 14            | Katie Bowen      | FC Kansas City              | 1994. április 15. (22 évesen)   | 2(1)     | 0       | 0         | 0                                    | 0         |
| 16            | Annalie Longo    | Cashmere Technical          | 1991. július 1. (25 évesen)     | 3        | 0       | 0         | 0                                    | 0         |
| Csatárok      |                  |                             |                                 |          |         |           |                                      |           |
| 8             | Jasmine Pereira  | Three Kings United          | 1996. július 20. (20 évesen)    | (2)      | 0       | 1         | 0                                    | 0         |
| 9             | Amber Hearn      | USV Jena                    | 1984. november 28. (31 évesen)  | 3        | 1       | 0         | 0                                    | 0         |
| 10            | Sarah Gregorius  | Speranza FC Osaka-Takatsuki | 1987. augusztus 6. (28 évesen)  | 1(2)     | 0       | 0         | 0                                    | 0         |
| 13            | Rosie White      | Liverpool                   | 1993. június 6. (23 évesen)     | (2)      | 0       | 0         | 0                                    | 0         |
| 17            | Hannah Wilkinson | University of Tennessee     | 1992. május 28. (24 évesen)     | 3        | 0       | 1         | 0                                    | 0         |
| Edzo          |                  |                             |                                 |          |         |           |                                      |           |
|               | Tony Readings    |                             | 1975. október 27. (40 évesen)   |          |         |           |                                      |           |

- Kor: 2016. augusztus 3-i kora

#### Eredmények
G csoport
| Csapat                 | M | Gy | D | V | Rg | Kg | Gk | P |
| ---------------------- | - | -- | - | - | -- | -- | -- | - |
| Egyesült Államok (USA) | 3 | 2  | 1 | 0 | 5  | 2  | +3 | 7 |
| Franciaország (FRA)    | 3 | 2  | 0 | 1 | 7  | 1  | +6 | 6 |
| Új-Zéland (NZL)        | 3 | 1  | 0 | 2 | 1  | 5  | –4 | 3 |
| Kolumbia (COL)         | 3 | 0  | 1 | 2 | 2  | 7  | –5 | 1 |

| 2016. augusztus 3. 19:00 (0:00) |

| Egyesült Államok (USA) | 2–0               | Új-Zéland (NZL) |
| ---------------------- | ----------------- | --------------- |
| Lloyd 9' Morgan 46'    | (1–0) Jegyzőkönyv |                 |

| Estádio Mineirão, Belo Horizonte Nézőszám: 10 059 Játékvezető: Katerina Monzul (ukrán) |

| 2016. augusztus 6. 20:00 (1:00) |

| Kolumbia (COL) | 0–1               | Új-Zéland (NZL) |
| -------------- | ----------------- | --------------- |
|                | (0–1) Jegyzőkönyv | Hearn 31'       |

| Estádio Mineirão, Belo Horizonte Nézőszám: 8 505 Játékvezető: Gladys Lengwe (zambiai) |

| 2016. augusztus 9. 19:00 (0:00) |

| Új-Zéland (NZL) | 0–3               | Franciaország (FRA)                         |
| --------------- | ----------------- | ------------------------------------------- |
|                 | (0–1) Jegyzőkönyv | Le Sommer 38' Cadamuro 63' 90+2' (11-esből) |

| Arena Fonte Nova, Salvador da Bahia Nézőszám: 7 350 Játékvezető: Lucia Venegas (mexikói) |

| Csapat    | Helyezés |
| --------- | -------- |
| Új-Zéland | 9.       |

## Lovaglás
Díjugratás
| Versenyző      | Ló           | Versenyszám | 1. kör | 1. kör | 2. kör  | 2. kör  | Döntő     | Döntő   | Végeredmény | Végeredmény |
| Versenyző      | Ló           | Versenyszám | 1. kör | 1. kör | 2. kör  | 2. kör  | Technikai | Művészi | Végeredmény | Végeredmény |
| Versenyző      | Ló           | Versenyszám | Pont   | Hely.  | Pont    | Hely.   | Pont      | Pont    | Pont        | Helyezés    |
| -------------- | ------------ | ----------- | ------ | ------ | ------- | ------- | --------- | ------- | ----------- | ----------- |
| Julie Brougham | Vom Feinsten | Egyéni      | 68,543 | 44.    | kiesett | kiesett | kiesett   | kiesett | kiesett     | kiesett     |

Lovastusa
| Versenyző                                          | Ló                                                             | Versenyszám | Díjlovaglás | Díjlovaglás | Tereplovaglás | Tereplovaglás | Tereplovaglás | Díjugratás | Díjugratás  | Díjugratás | Díjugratás | Végeredmény | Végeredmény |
| Versenyző                                          | Ló                                                             | Versenyszám | Díjlovaglás | Díjlovaglás | Tereplovaglás | Tereplovaglás | Tereplovaglás | Selejtező  | Selejtező   | Selejtező  | Döntő      | Végeredmény | Végeredmény |
| Versenyző                                          | Ló                                                             | Versenyszám | Bünt.       | Hely.       | Bünt.         | Bünt. össz.   | Hely.         | Bünt.      | Bünt. össz. | Hely.      | Bünt.      | Bünt.       | Helyezés    |
| -------------------------------------------------- | -------------------------------------------------------------- | ----------- | ----------- | ----------- | ------------- | ------------- | ------------- | ---------- | ----------- | ---------- | ---------- | ----------- | ----------- |
| Clarke Johnstone                                   | Balmoral Sensation                                             | Egyéni      | 46,50       | 23.         | 4,80          | 51,30         | 7.*           | 0,00       | 51,30       | 5.         | 8,00       | 59,30       | 6.          |
| Jonelle Price                                      | Faerie Dianimo                                                 | Egyéni      | 49,50       | 43.         | 8,00          | 57,50         | 13.           | 8,00       | 65,50       | 15.*       | 8,00       | 73,50       | 17.         |
| Tim Price                                          | Ringwood Sky Boy                                               | Egyéni      | 47,00       | 29.**       | visszalépett  | visszalépett  | visszalépett  | kiesett    | kiesett     | kiesett    | kiesett    | kiesett     | kiesett     |
| Mark Todd                                          | Leonidas II                                                    | Egyéni      | 44,00       | 17.         | 2,00          | 46,00         | 4.            | 16,00      | 62,00       | 11.        | 0,00       | 62,00       | 7.          |
| Clarke Johnstone Jonelle Price Tim Price Mark Todd | Balmoral Sensation Faerie Dianimo Ringwood Sky Boy Leonidas II | Csapat      | 137,50      | 6.*         | 17,30         | 154,80        | 2.            |            |             |            | 24,00      | 178,80      | 4.          |

* - egy másik versenyzővel/csapattal azonos eredményt ért el
** - két másik versenyzővel azonos eredményt ért el

## Műugrás
Női
| Versenyző     | Versenyszám    | Selejtező | Selejtező | Elődöntő | Elődöntő | Döntő   | Döntő    |
| Versenyző     | Versenyszám    | Pont      | Helyezés  | Pont     | Helyezés | Pont    | Helyezés |
| ------------- | -------------- | --------- | --------- | -------- | -------- | ------- | -------- |
| Elizabeth Cui | Egyéni műugrás | 273,30    | 24.       | kiesett  | kiesett  | kiesett | kiesett  |

## Rögbi

### Férfi
| Új-zélandi férfi rögbi-játékoskeret                                                | Új-zélandi férfi rögbi-játékoskeret                                                             |
| ---------------------------------------------------------------------------------- | ----------------------------------------------------------------------------------------------- |
| - Scott Curry - Sam Dickson - DJ Forbes - Akira Ioane - Rieko Ioane - Gillies Kaka | - Tim Mikkelson - Lewis Ormond - Augustine Pulu - Regan Ware - Joe Webber - Sonny Bill Williams |

#### Eredmények
Csoportkör
C csoport
| Csapat               | M | Gy | D | V | P+ | P– | Pk  | P |
| -------------------- | - | -- | - | - | -- | -- | --- | - |
| Nagy-Britannia (GBR) | 3 | 3  | 0 | 0 | 73 | 45 | +28 | 9 |
| Japán (JPN)          | 3 | 2  | 0 | 1 | 64 | 40 | +24 | 7 |
| Új-Zéland (NZL)      | 3 | 1  | 0 | 2 | 59 | 40 | +19 | 5 |
| Kenya (KEN)          | 3 | 0  | 0 | 3 | 19 | 90 | –71 | 3 |

| 2016. augusztus 9. 12:30 (17:30) |                   | Új-Zéland (NZL) | 12–14 | Japán (JPN) |  | Deodoro Stadion, Rio de Janeiro |
| 2016. augusztus 9. 12:30 (17:30) | (7–7) Jegyzőkönyv |                 |       |             |  | Deodoro Stadion, Rio de Janeiro |

| 2016. augusztus 9. 17:30 (22:30) |                    | Új-Zéland (NZL) | 28–5 | Kenya (KEN) |  | Deodoro Stadion, Rio de Janeiro |
| 2016. augusztus 9. 17:30 (22:30) | (14–5) Jegyzőkönyv |                 |      |             |  | Deodoro Stadion, Rio de Janeiro |

| 2016. augusztus 10. 12:30 (17:30) |                    | Új-Zéland (NZL) | 19–21 | Nagy-Britannia (GBR) |  | Deodoro Stadion, Rio de Janeiro |
| 2016. augusztus 10. 12:30 (17:30) | (0–21) Jegyzőkönyv |                 |       |                      |  | Deodoro Stadion, Rio de Janeiro |

Negyeddöntő
| 2016. augusztus 10. 17:00 (22:00) |                   | Fidzsi-szigetek (FIJ) | 12–7 | Új-Zéland (NZL) |  | Deodoro Stadion, Rio de Janeiro |
| 2016. augusztus 10. 17:00 (22:00) | (5–7) Jegyzőkönyv |                       |      |                 |  | Deodoro Stadion, Rio de Janeiro |

Az 5-8. helyért
| 2016. augusztus 11. 13:30 (18:30) |                    | Új-Zéland (NZL) | 24–19 | Franciaország (FRA) |  | Deodoro Stadion, Rio de Janeiro |
| 2016. augusztus 11. 13:30 (18:30) | (5–12) Jegyzőkönyv |                 |       |                     |  | Deodoro Stadion, Rio de Janeiro |

Az 5. helyért
| 2016. augusztus 11. 18:00 (23:00) |                   | Új-Zéland (NZL) | 17–14 | Argentína (ARG) |  | Deodoro Stadion, Rio de Janeiro |
| 2016. augusztus 11. 18:00 (23:00) | (5–0) Jegyzőkönyv |                 |       |                 |  | Deodoro Stadion, Rio de Janeiro |

| Csapat    | Helyezés |
| --------- | -------- |
| Új-Zéland | 5.       |

### Női
| Új-zélandi női rögbi-játékoskeret                                                                     | Új-zélandi női rögbi-játékoskeret                                                                    |
| --- | --- |
| - Shakira Baker - Kelly Brazier - Gayle Broughton - Theresa Fitzpatrick - Sarah Goss - Huriana Manuel | - Kayla McAlister - Tyla Nathan-Wong - Terina Te Tamaki - Ruby Tui - Niall Williams - Portia Woodman |

#### Eredmények
Csoportkör
B csoport
| Csapat              | M | Gy | D | V | P+  | P–  | Pk  | P |
| ------------------- | - | -- | - | - | --- | --- | --- | - |
| Új-Zéland (NZL)     | 3 | 3  | 0 | 0 | 109 | 12  | +97 | 9 |
| Franciaország (FRA) | 3 | 2  | 0 | 1 | 71  | 40  | +31 | 7 |
| Spanyolország (ESP) | 3 | 1  | 0 | 2 | 31  | 65  | –34 | 5 |
| Kenya (KEN)         | 3 | 0  | 0 | 3 | 17  | 111 | –94 | 3 |

| 2016. augusztus 6. 11:30 (16:30) |                    | Új-Zéland (NZL) | 52–0 | Kenya (KEN) |  | Deodoro Stadion, Rio de Janeiro |
| 2016. augusztus 6. 11:30 (16:30) | (21–0) Jegyzőkönyv |                 |      |             |  | Deodoro Stadion, Rio de Janeiro |

| 2016. augusztus 6. 16:30 (21:30) |                    | Új-Zéland (NZL) | 31–5 | Spanyolország (ESP) |  | Deodoro Stadion, Rio de Janeiro |
| 2016. augusztus 6. 16:30 (21:30) | (12–0) Jegyzőkönyv |                 |      |                     |  | Deodoro Stadion, Rio de Janeiro |

| 2016. augusztus 7. 11:30 (16:30) |                    | Új-Zéland (NZL) | 26–7 | Franciaország (FRA) |  | Deodoro Stadion, Rio de Janeiro |
| 2016. augusztus 7. 11:30 (16:30) | (17–7) Jegyzőkönyv |                 |      |                     |  | Deodoro Stadion, Rio de Janeiro |

Negyeddöntő
| 2016. augusztus 7. 18:30 (23:30) |                   | Új-Zéland (NZL) | 5–0 | Egyesült Államok (USA) |  | Deodoro Stadion, Rio de Janeiro |
| 2016. augusztus 7. 18:30 (23:30) | (5–0) Jegyzőkönyv |                 |     |                        |  | Deodoro Stadion, Rio de Janeiro |

Elődöntő
| 2016. augusztus 8. 15:00 (20:00) |                    | Nagy-Britannia (GBR) | 7–25 | Új-Zéland (NZL) |  | Deodoro Stadion, Rio de Janeiro |
| 2016. augusztus 8. 15:00 (20:00) | (7–15) Jegyzőkönyv |                      |      |                 |  | Deodoro Stadion, Rio de Janeiro |

Döntő
| 2016. augusztus 8. 19:00 (00:00) |                    | Ausztrália (AUS) | 24–17 | Új-Zéland (NZL) |  | Deodoro Stadion, Rio de Janeiro |
| 2016. augusztus 8. 19:00 (00:00) | (10–5) Jegyzőkönyv |                  |       |                 |  | Deodoro Stadion, Rio de Janeiro |

| Csapat    | Helyezés |
| --------- | -------- |
| Új-Zéland |          |

## Sportlövészet
Férfi
| Versenyző   | Versenyszám      | Selejtező | Selejtező | Döntő   | Döntő    |
| Versenyző   | Versenyszám      | Pont      | Helyezés  | Pont    | Helyezés |
| ----------- | ---------------- | --------- | --------- | ------- | -------- |
| Ryan Taylor | Sportpuska fekvő | 622,4     | 16.       | kiesett | kiesett  |

Női
| Versenyző      | Versenyszám | Selejtező | Selejtező | Elődöntő | Elődöntő | Döntő   | Döntő    |
| Versenyző      | Versenyszám | Pont      | Helyezés  | Pont     | Helyezés | Pont    | Helyezés |
| -------------- | ----------- | --------- | --------- | -------- | -------- | ------- | -------- |
| Natalie Rooney | Trap        | 68        | 5.        | 13       | 2.       | 11      |          |
| Chloe Tipple   | Skeet       | 67        | 13.       | kiesett  | kiesett  | kiesett | kiesett  |

## Súlyemelés
Férfi
| Versenyző        | Versenyszám | Szakítás | Szakítás | Lökés    | Lökés    | Összesen | Helyezés |
| Versenyző        | Versenyszám | Eredmény | Helyezés | Eredmény | Helyezés | Összesen | Helyezés |
| ---------------- | ----------- | -------- | -------- | -------- | -------- | -------- | -------- |
| Richie Patterson | 85 kg       | 149      | 17.      | 181      | 16.      | 330      | 16.      |

Női
| Versenyző        | Versenyszám | Szakítás | Szakítás | Lökés    | Lökés    | Összesen | Helyezés |
| Versenyző        | Versenyszám | Eredmény | Helyezés | Eredmény | Helyezés | Összesen | Helyezés |
| ---------------- | ----------- | -------- | -------- | -------- | -------- | -------- | -------- |
| Tracey Lambrechs | +75 kg      | 98       | 15.      | 133      | 13.      | 231      | 13.      |

## Taekwondo
Női
| Versenyző     | Versenyszám | Nyolcaddöntő          | Negyeddöntő       | Elődöntő          | Vigaszág elődöntő | Bronz- mérkőzés   | Döntő             | Helyezés |
| Versenyző     | Versenyszám | Ellenfél Eredmény     | Ellenfél Eredmény | Ellenfél Eredmény | Ellenfél Eredmény | Ellenfél Eredmény | Ellenfél Eredmény | Helyezés |
| ------------- | ----------- | --------------------- | ----------------- | ----------------- | ----------------- | ----------------- | ----------------- | -------- |
| Andrea Kilday | Légsúly     | Iris Sing (BRA) · 5–7 | kiesett           | kiesett           |                   |                   |                   | 11.      |

## Tenisz
Férfi
| Versenyző                    | Versenyszám | 32-es főtábla                                                      | Nyolcaddöntő      | Negyeddöntő       | Elődöntő          | Bronz- mérkőzés   | Döntő             | Helyezés |
| Versenyző                    | Versenyszám | Ellenfél Eredmény                                                  | Ellenfél Eredmény | Ellenfél Eredmény | Ellenfél Eredmény | Ellenfél Eredmény | Ellenfél Eredmény | Helyezés |
| ---------------------------- | ----------- | ------------------------------------------------------------------ | ----------------- | ----------------- | ----------------- | ----------------- | ----------------- | -------- |
| Marcus Daniell Michael Venus | Páros       | Kanada (CAN) · Daniel Nestor · Vasek Pospisil · 6-4, 3-6, 6-7(6–8) | kiesett           | kiesett           | kiesett           | kiesett           | kiesett           | 17.      |

## Torna
Férfi
| Versenyző        | Versenyszám      | Selejtező | Selejtező | Döntő    | Döntő    |
| Versenyző        | Versenyszám      | Pontszám  | Helyezés  | Pontszám | Helyezés |
| ---------------- | ---------------- | --------- | --------- | -------- | -------- |
| Mikhail Koudinov | Talaj            | 13,200    | 61.       | kiesett  | kiesett  |
| Mikhail Koudinov | Ugrás            | 13,799    | 16.       | kiesett  | kiesett  |
| Mikhail Koudinov | Korlát           | 14,700    | 40.       | kiesett  | kiesett  |
| Mikhail Koudinov | Nyújtó           | 12,833    | 67.       | kiesett  | kiesett  |
| Mikhail Koudinov | Gyűrű            | 13,433    | 62.       | kiesett  | kiesett  |
| Mikhail Koudinov | Lólengés         | 12,600    | 66.       | kiesett  | kiesett  |
| Mikhail Koudinov | Egyéni összetett | 80,899    | 45.       | kiesett  | kiesett  |

Női
| Versenyző         | Versenyszám      | Selejtező | Selejtező | Döntő    | Döntő    |
| Versenyző         | Versenyszám      | Pontszám  | Helyezés  | Pontszám | Helyezés |
| ----------------- | ---------------- | --------- | --------- | -------- | -------- |
| Courtney McGregor | Talaj            | 13,066    | 57.       | kiesett  | kiesett  |
| Courtney McGregor | Ugrás            | 14,533    | 13.       | kiesett  | kiesett  |
| Courtney McGregor | Felemás korlát   | 12,433    | 70.       | kiesett  | kiesett  |
| Courtney McGregor | Gerenda          | 13,000    | 61.       | kiesett  | kiesett  |
| Courtney McGregor | Egyéni összetett | 53,165    | 41.       | kiesett  | kiesett  |

### Trambulin
| Versenyző     | Versenyszám | Selejtező | Selejtező | Döntő    | Döntő    |
| Versenyző     | Versenyszám | Pontszám  | Helyezés  | Pontszám | Helyezés |
| ------------- | ----------- | --------- | --------- | -------- | -------- |
| Dylan Schmidt | Férfi       | 107,660   | 8.        | 57,140   | 7.       |

## Triatlon
| Versenyző     | Versenyszám | 1,5 km úszás | Depózás 1 | 40 km kerékpározás | Depózás 2 | 10 km futás | Összesítés | Összesítés |
| Versenyző     | Versenyszám | Idő          | Idő       | Idő                | Idő       | Idő         | Idő        | Helyezés   |
| ------------- | ----------- | ------------ | --------- | ------------------ | --------- | ----------- | ---------- | ---------- |
| Tony Dodds    | Férfi       | 17:31        | 0:47      | 56:24              | 0:36      | 33:06       | 1:48:24    | 21.        |
| Ryan Sissons  | Férfi       | 17:34        | 0:48      | 56:20              | 0:34      | 32:45       | 1:48:01    | 17.        |
| Andrea Hewitt | Női         | 19:04        | 0:56      | 1:01:28            | 0:41      | 36:06       | 1:58:15    | 7.         |
| Nicky Samuels | Női         | 19:06        | 0:56      | 1:01:27            | 0:43      | 37:18       | 1:59:30    | 13.        |

## Úszás
Férfi
| Versenyző        | Versenyszám      | Előfutam | Előfutam | Előfutam | Elődöntő | Elődöntő | Elődöntő | Döntő     | Döntő    |
| Versenyző        | Versenyszám      | Idő      | Hely.    | Össz.    | Idő      | Hely.    | Össz.    | Idő       | Helyezés |
| ---------------- | ---------------- | -------- | -------- | -------- | -------- | -------- | -------- | --------- | -------- |
| Bradlee Ashby    | 200 m vegyes     | 1:59,77  | 7.       | 16.      | 2:00,45  | 6.       | 14.      | kiesett   | kiesett  |
| Matthew Hutchins | 400 m gyors      | 3:48,25  | 2.       | 19.      |          |          |          | kiesett   | kiesett  |
| Corey Main       | 100 m hát        | 53,99    | 1.       | 16.      | 54,29    | 7.       | 15.      | kiesett   | kiesett  |
| Corey Main       | 200 m hát        | 1:57,51  | 6.       | 15.      | 1:58,08  | 8.       | 14.      | kiesett   | kiesett  |
| Kane Radford     | 10 km nyílt vízi |          |          |          |          |          |          | 1:53:18,7 | 19.      |
| Glenn Snyders    | 100 m mell       | 1:00,26  | 6.*      | 16.*     | 1:00,50  | 7.       | 15.      | kiesett   | kiesett  |
| Matthew Stanley  | 200 m gyors      | 1:47,37  | 2.       | 20.      | kiesett  | kiesett  | kiesett  | kiesett   | kiesett  |

Női
| Versenyző     | Versenyszám    | Előfutam | Előfutam | Előfutam | Elődöntő | Elődöntő | Elődöntő | Döntő   | Döntő    |
| Versenyző     | Versenyszám    | Idő      | Hely.    | Össz.    | Idő      | Hely.    | Össz.    | Idő     | Helyezés |
| ------------- | -------------- | -------- | -------- | -------- | -------- | -------- | -------- | ------- | -------- |
| Lauren Boyle  | 400 m gyors    | 4:07,90  | 5.       | 14.      |          |          |          | kiesett | kiesett  |
| Lauren Boyle  | 800 m gyors    | 8:25,84  | 3.       | 9.       |          |          |          | kiesett | kiesett  |
| Helena Gasson | 100 m pillangó | 59,82    | 8.       | 32.      | kiesett  | kiesett  | kiesett  | kiesett | kiesett  |
| Emma Robinson | 800 m gyors    | 8:33,73  | 4.       | 16.      |          |          |          | kiesett | kiesett  |

* - egy másik versenyzővel azonos időt ért el

## Vitorlázás
Férfi
| Versenyző                       | Versenyszám        | Futam | Futam | Futam | Futam | Futam | Futam | Futam | Futam | Futam | Futam | Futam | Futam | Futam | Pontszám | Helyezés |
| Versenyző                       | Versenyszám        | 1     | 2     | 3     | 4     | 5     | 6     | 7     | 8     | 9     | 10    | 11    | 12    | É     | Pontszám | Helyezés |
| ------------------------------- | ------------------ | ----- | ----- | ----- | ----- | ----- | ----- | ----- | ----- | ----- | ----- | ----- | ----- | ----- | -------- | -------- |
| Sam Meech                       | Laser              | (19)  | 3     | 5     | 6     | 14    | 17    | 13    | 6     | 12    | 1     |       |       | 8     | 85       |          |
| Josh Junior                     | Finn dingi         | 18    | (24*) | 14    | 14    | 5     | 3     | 18    | 2     | 4     | 6     |       |       | 8     | 92       | 7.       |
| Paul Snow-Hansen Daniel Willcox | 470-es osztály     | 2     | 10    | 20    | 15    | (23)  | 5     | 2     | 13    | 10    | 15    |       |       | 12    | 104      | 10.      |
| Peter Burling Blair Tuke        | Könnyű 49-es dingi | 1     | 1     | 5     | 2     | (7)   | 6     | 2     | 3     | 1     | 4     | 5     | 4     | 2     | 35       |          |

Női
| Versenyző                | Versenyszám      | Futam | Futam | Futam | Futam | Futam | Futam | Futam | Futam | Futam | Futam | Futam | Futam | Futam | Pontszám | Helyezés |
| Versenyző                | Versenyszám      | 1     | 2     | 3     | 4     | 5     | 6     | 7     | 8     | 9     | 10    | 11    | 12    | É     | Pontszám | Helyezés |
| ------------------------ | ---------------- | ----- | ----- | ----- | ----- | ----- | ----- | ----- | ----- | ----- | ----- | ----- | ----- | ----- | -------- | -------- |
| Jo Aleh Polly Powrie     | 470-es osztály   | (21*) | 1     | 4     | 1     | 12    | 21*   | 3     | 1     | 1     | 4     |       |       | 6     | 54       |          |
| Alex Maloney Molly Meech | 49-es FX osztály | 6     | 5     | 4     | 4     | 5     | 1     | 6     | (12)  | 3     | 3     | 5     | 5     | 4     | 51       |          |

Vegyes
| Versenyző                  | Versenyszám      | Futam | Futam | Futam | Futam | Futam | Futam | Futam | Futam | Futam | Futam | Futam | Futam | Futam | Pontszám | Helyezés |
| Versenyző                  | Versenyszám      | 1     | 2     | 3     | 4     | 5     | 6     | 7     | 8     | 9     | 10    | 11    | 12    | É     | Pontszám | Helyezés |
| -------------------------- | ---------------- | ----- | ----- | ----- | ----- | ----- | ----- | ----- | ----- | ----- | ----- | ----- | ----- | ----- | -------- | -------- |
| Gemma Jones Jason Saunders | Nacra 17 osztály | 9     | (13)  | 7     | 5     | 4     | 2     | 4     | 8     | 12    | 13    | 13    | 2     | 2     | 81       | 4.       |

* - kizárták (fekete zászló)